# AACTA
Australijska Akademia Sztuk Kinowych i Telewizyjnych (ang. Australian Academy of Cinema and Television Arts) – organizacja non-profit, której celem jest promocja filmu oraz telewizji w Australii oraz dzieł australijskich na świecie. 
Organizacja corocznie przyznaje nagrody AACTA Awards, nazywane "australijskimi Oscarami". Pierwsze wręczenie nagród miało miejsce w roku 1958, wtedy pod nazwą AFI Awards, a od 2013 przyjęto nazwę AACTA Awards. 
Obecnie nagrody są przyznawane w 25 kategoriach.